# Jean-Claude Dessein
Pour les articles homonymes, voir Dessein.
Jean-Claude Dessein, né le 31 décembre 1925 à Albert et mort le 16 août 2011 à Amiens, est un homme politique français.

## Biographie
Professeur de mathématiques, il est élu député de la Somme en 1981. Il conserve son mandat jusqu'en 1993.
Il est par ailleurs adjoint au maire d'Amiens entre 1971 et 1989.